# Gentianella columnae
Gentianella columnae là một loài thực vật có hoa trong họ Long đởm. Loài này được (Ten.) Holub mô tả khoa học đầu tiên năm 1967.